# Папужець родригійський
Папужець родригійський (Necropsittacus rodricanus) — вимерлий вид папугоподібних птахів родини Psittaculidae. Був ендеміком острова Родригес в Індійському океані.

## Історія
Necropsittacus rodricanus відомий з острова Родригес на Маскаренських островах, з кількох ранніх повідомлень мандрівників і низки субфосильних кісток.
Про родригійських папуг вперше згадав французький мандрівник Франсуа Легуа у своїх мемуарах 1708 року «Нова подорож до Ост-Індії». Легуа був лідером групи з дев'яти французьких біженців-гугенотів, які заселили Родригес між 1691 і 1693 роками.  Подальші розповіді були написані французьким мореплавцем Жюльєном Таффоре, який висадився на острові в 1726 році, у своїй роботі «Relation de l'Île Rodrigue», а потім французьким астрономом Александром Пінгре, який подорожував до Родригеса, щоб побачити проходження Венери в 1761 році. Це було останнє прижиттєве свідчення про цього папугу. 
У 1867 році французький зоолог Альфонс Мілн-Едвардс описав субфосильні кістки птахів з Родригеса, отримані ним від британського орнітолога Альфреда Ньютона, які були розкопані під керівництвом його брата міністра колоній Едварда Ньютона. Серед кісток був уламок передньої частини верхнього дзьоба, який він ідентифікував як належний папузі. На основі цього дзьоба він науково описав і назвав новий вид Psittacus rodricanus.